# ファーター乳頭
ファーター乳頭（ファーターにゅうとう、papilla Vater）とは、主膵管と総胆管が合流した共通管が十二指腸下行部に開口している部分のこと。十二指腸乳頭部、大十二指腸乳頭（Major duodenal papilla）とも呼ばれる。副膵管はファーター乳頭の2～3cm口側に開口し、小十二指腸乳頭（Minor duodenal papilla）を形成する。